# Melres
Melres ist ein Ort und eine ehemalige Gemeinde (Freguesia) im Norden Portugals.
Melres gehört zum Kreis Gondomar im Distrikt Porto. Die Gemeinde hatte eine Fläche von 17,3 km² und 3730 Einwohner (Stand 30. Juni 2011).
Am 29. September 2013 wurden die Gemeinden Melres und Medas zur neuen Gemeinde União das Freguesias de Melres e Medas zusammengeschlossen. Melres ist Sitz dieser neu gebildeten Gemeinde.